# Aquila AT01
Aquila AT01 eller Aquila A201 är ett lätt enpropelligt privatflygplan tillverkat av Aquila Aviation i Tyskland.
Planet har plats för två personer och har en Rotax-motor som ger 100 hk och en marschfart på 190–210 km/h och en maxfart på 305 km/h. AT01 och A201 är det ingen skillnad på, men namnen kan dock förvirra.